# Birahima Tandia
Ibrahima Tandia, né le 12 juillet 1993  à Longjumeau, est un footballeur international malien évoluant au Al-Taï au poste de milieu offensif.

## Biographie
Après être passé par le centre de formation du FC Sochaux et s'être vu appelé avec les jeunes équipes de France où il côtoie notamment Paul Pogba et Raphaël Varane, il intègre le club du SM Caen. Il débute en professionnel le 28 août 2011, en entrant en jeu lors de la 4e journée de Ligue 1 contre le Stade rennais à la place de Frédéric Bulot. 
À la fin de la saison, le club est rétrogradé en Ligue 2. La saison suivante, Birahima ne joue qu'un match avant de se blesser. Il est opéré des deux ménisques et doit résilié son contrat. Après ces opérations, il rejoint l'Espagne et le Deportivo Alavés qui évolue en seconde division. Mais le sort s'acharne et il doit être opéré une nouvelle fois des deux ménisques. Au bout de six mois, il doit de nouveau résilier son contrat.
Le 1er octobre 2014, il rejoint le Tours Football Club, équipe évoluant en Ligue 2. Il joue son premier match avec le club tourangeau le 31 octobre suivant, en entrant en jeu contre le Stade lavallois, et délivre une passe décisive dix minutes plus tard. Il trouve ensuite sa place au sein de l'équipe type, et marque son premier but contre le Gazélec Ajaccio quelques semaines plus tard.

## Statistiques
Le tableau ci-dessous retrace la carrière de Birahima Tandia depuis ses débuts :
| Saison                | Club                  | Championnat           | Championnat | Championnat | Coupe nationale | Coupe nationale | Coupe de la Ligue | Coupe de la Ligue | Compétition(s) continentale(s) | Compétition(s) continentale(s) | Compétition(s) continentale(s) | Total | Total |
| Saison                | Club                  | Division              | M.          | B.          | M.              | B.              | M.                | B.                | Comp.                          | M.                             | B.                             | M.    | B.    |
| 2011-2012             | SM Caen               | Ligue 1               | 1           | 0           | -               | -               | 2                 | 0                 | -                              | -                              | -                              | 3     | 0     |
| 2012-2013             | SM Caen               | Ligue 2               | -           | -           | 1               | 0               | -                 | -                 | -                              | -                              | -                              | 1     | 0     |
| Sous-total            | Sous-total            | Sous-total            | 1           | 0           | 1               | 0               | 2                 | 0                 | -                              | -                              | -                              | 4     | 0     |
| 2013-2014             | Deportivo Alavés      | Liga Adelante         | -           | -           | -               | -               | -                 | -                 | -                              | -                              | -                              | 0     | 0     |
| 2014-2015             | Tours FC              | Ligue 2               | 20          | 3           | 4               | 1               | -                 | -                 | -                              | -                              | -                              | 24    | 4     |
| 2015-2016             | Tours FC              | Ligue 2               | 25          | 3           | 3               | 2               | 4                 | 1                 | -                              | -                              | -                              | 32    | 6     |
| 2016-2017             | Tours FC              | Ligue 2               | 8           | 0           | -               | -               | 1                 | 0                 | -                              | -                              | -                              | 9     | 0     |
| 2017-2018             | Tours FC              | Ligue 2               | 6           | 0           | 1               | 1               | -                 | -                 | -                              | -                              | -                              | 7     | 1     |
| Sous-total            | Sous-total            | Sous-total            | 59          | 6           | 8               | 4               | 5                 | 1                 | -                              | -                              | -                              | 72    | 11    |
| 2017-2018             | Sepsi Sfântu Gheorghe | Liga I                | 17          | 5           | -               | -               | -                 | -                 | -                              | -                              | -                              | 17    | 5     |
| 2018-2019             | Sepsi Sfântu Gheorghe | Liga I                | 34          | 11          | -               | -               | -                 | -                 | -                              | -                              | -                              | 34    | 11    |
| Sous-total            | Sous-total            | Sous-total            | 51          | 16          | -               | -               | -                 | -                 | -                              | -                              | -                              | 51    | 16    |
| 2019-2020             | Al-Hazem              | Saudi Pro League      | 12          | 2           | -               | -               | -                 | -                 | -                              | -                              | -                              | 12    | 2     |
| 2020-2021             | Al-Hazem              | Saudi D2              | 38          | 13          | -               | -               | -                 | -                 | -                              | -                              | -                              | 38    | 13    |
| 2021-2022             | Al-Hazem              | Saudi Pro League      | 2           | 0           | -               | -               | -                 | -                 | -                              | -                              | -                              | 2     | 0     |
| Sous-total            | Sous-total            | Sous-total            | 52          | 15          | -               | -               | -                 | -                 | -                              | -                              | -                              | 52    | 15    |
| 2019-2020             | CS Sfax (prêt)        | Ligue I Pro           | 12          | 1           | 3               | 0               | -                 | -                 | -                              | -                              | -                              | 15    | 1     |
| 2021-2022             | Al-Adalah             | Saudi D2              | 28          | 11          | -               | -               | -                 | -                 | -                              | -                              | -                              | 28    | 11    |
| 2022-2023             | Al-Ahli SC            | Libye Premier League  | -           | -           | -               | -               | -                 | -                 | CAF                            | 4                              | 1                              | 4     | 1     |
| 2022-2023             | Qadsia SC             | Koweït Premier League | 22          | 9           | 1               | 1               | -                 | -                 | -                              | -                              | -                              | 23    | 10    |
| 2023-2024             | Qadsia SC             | Koweït Premier League | 17          | 7           | 5               | 3               | -                 | -                 | -                              | -                              | -                              | 22    | 10    |
| Sous-total            | Sous-total            | Sous-total            | 39          | 16          | 6               | 4               | -                 | -                 | -                              | -                              | -                              | 45    | 20    |
| 2024-2025             | Al-Taï                | Saudi Pro League      | 16          | 7           | 2               | 1               | -                 | -                 | -                              | -                              | -                              | 18    | 8     |
| Total sur la carrière | Total sur la carrière | Total sur la carrière | 258         | 72          | 20              | 9               | 7                 | 1                 | -                              | 4                              | 1                              | 289   | 83    |

## Palmarès
Il est champion de deuxième division saoudienne en 2021 avec Al-Hazem.
Il est également vice-champion de Tunisie et finaliste de la Supercoupe de Tunisie en 2020 avec le CS Sfax.